# مارشال پیترو بادولیو
پیترو بادولیو (به ایتالیایی: Pietro Badoglio, 1st Duke of Addis Abeba, 1st Marquess of Sabotino) (زاده ۲۸ سپتامبر ۱۸۷۱ – درگذشته ۱ نوامبر ۱۹۵۶) بیست و هشتمین نخست وزیر پادشاهی ایتالیا اولین دوک آدیس ابابا و اولین دومارکی سابوتینو بود.

## شرکت در جنگهای استعماری ایتالیا در آفریقا
بعد از پایان تحصیلات نظامی در دانشگاه علوم نظامی تورین در ۱۸۹۲ به عنوان ستوان توپخانه به ارتش ایتالیا پیوست و در جنگ‌های استعماری اریتره در سال ۱۸۹۶ و لیبی در سال ۱۹۱۲ شرکت کرد.

## در جنگ جهانی اول
در ابتدای جنگ سرهنگ بود اما به دنبال تصرف مونته سابوتینو ژنرال شد. عده‌ای او را برای شکست در نبرد کاپورتو در ۲۴ اکتبر ۱۹۱۷ سرسزنش کردند اما کمیسیون، تحقیق بیشتر این انتقادات را رد کرد.

## در تهاجم به لیبی
بعد از جنگ سناتور نامیده شد اما همچنان در ارتش باقی‌ماند و با امضای قرار دادهایی با رومانی وایالات متحده آمریکا در ۱۹۲۰ و ۱۹۲۱ به کار ادامه داد.

او ابتدا مخالف موسولینی بود و این مخالفت‌ها در ۱۹۲۲ کمتر شد و شکل دو پهلویی به خود گرفت. در همین سال او سفیر ایتالیا در برزیل شد. با تغییر در قلب سیاست او به ایتالیا بازگشت تا نقش بزرگی در ارتش ایفا کند. در ۲۵ جوئن ۱۹۲۶ به مارشال ایتالیا ارتقا مقام پیدا کرد. از ۱۹۲۹ تا ۱۹۳۳ فرماندار لیبی بود و نقش حیاتی در سرکوب مقاومت لیبی به همراه مارشال رودولفو گراتزیانی داشت. او در ۱۹۳۲ برای اولین بار از تهاجم اولیه ایتالیا به لیبی در ۱۹۱۱ اعلام کرد مقاومت را درهم شکسته است.

## در تهاجم به اتیوپی
در ۳ اکتبر ۱۹۳۵ چون موسولینی روند جنگ در اتیوپی را بسیار کند می‌دید ژنرال املیو دی بونو را برکنار کرد. بادولیو درخواستی داد برای اجازه استفاده از سلاح شیمیایی در جواب به شکنجه قتل و پوست کندن خلبان ایتالیایی تیتو مینیتینی که در حمله کریسمس مقاومت اتیوپی اتفاق افتاده بود. او به شکل مؤثر از گاز خردل برای نابودی نیروهای اتیوپی که در جبهه شمالی که در مقابلش بودند استفاده کرد. بادولیو تهاجم ایتالیا را در اولین نبرد تمبین و نبرد امبااردام همچنین نبرد دوم تمبین و نبرد شیر فرماندهی کرد. در ۳۱ مارچ امپراتور هایله سلاسی را که آخرین ارتش اتیوپی را در جبهه شملی رهبری می‌کرد در نبرد میچیوو شکست داد. در ۲۶ آوریل در حالی که هیچ نیروی مقاومتی در آدیس ابابا نبود او عملیات رژه اراده آهنین را برای تصرف پایتخت اتیوپی آغاز کرد. در ۲ می امپراتور هایله سلاسی کشور را ترک کرد. در ۵ می ۱۹۳۶ بادولیو نیروهای پیروزمند ایتالیا را وارد آدیس ابابا کرد. موسولینی اعلام کرد که پادشاه ایتالیا ویکتور امانوئل سوم امپراتور اتیوپی ست. اتیوپی بخشی از پادشاهی ایتالیا شده بود. بادولیو اولین فرماندار نظامی اتیوپی شد و همچنین عنوان افتخاری دوک آدیس ابابا را دریافت کرد.
در ۱۱ جوئن ۱۹۳۶ مارشال رودولفو گراتزیانی جانشین او فرماندار نظامی اتیوپی شد. بادولیو به وظایف خود به عنوان رئیس عالی ستاد مشترک فرماندهی نظامی بازگشت. بنا بر گزارش مجله تایم در اواخر همان ماه به حزب فاشیست ایتالیا پیوست.

## در جنگ جهانی دوم
بادولیو نظر خوبی به پیمان پولادین بین آلمان و ایتالیا نداشت همچنین او دیدگاه بدبینانه نسبت به هرگونه شانس موفقیت ارتش ایتالیا در جنگ‌های اروپایی داشت. اما مخالفتی با تصمیم موسولینی دراعلان جنگ به فرانسه و بریتانیا نکرد. به دنبال عملکرد ضعیف ارتش ایتالیا در تهاجم به یونان در دسامبر ۱۹۴۰ او از ستاد استعفا داد و جانشین او اوگو کاوالرو شد.

در ۲۴ ژوئیه ۱۹۴۳ بدنبال تهاجم متفقین به سیسیل و چندین و چند پسروی دیگر، ایتالیا آسیب‌های جدی دید. موسولینی شورای بزرگ فاشیست را فراخواند که این شورا به او رأی عدم اعتماد داد. در روز بعد دولت موسولینی به وسیله پادشاه ویکتور امانوئل سوم برکنار و موسولینی بازداشت شد. در ۳ سپتامبر پیمان متارکه جنگ به وسیله ژنرال جوزپه کاستلانو به نمایندگی از بادولیو که نخست وزیر ایتالیا شده بود در کاسیبیله امضا شد. در ۸ سپتامبر مدارک پیمان متارکه به وسیلهٔ متفقین و قبل از اینکه بادولیو این خبر را به نیروهای مسلح ایتالیا انتقال دهد انتشار یافت. در اثر این غافلگیری آلمان‌ها به راحتی نیروهای هوایی دریایی و زمینی سلطنتی ایتالیا را خلع سلاح کردند. در ساعات اولیه ۹ سپتامبر بادولیو و شاه امانوئل و چند تن از روسا و وزرای نظامی به پسکارا و بعد به بریندیسی گریختند. جنگ داخلی شروع شد و فاشیست‌ها با پارتیزان‌ها مبارزه می‌کردند. شاه و بادولیو، رم و ارتش سردرگم ایتالیا را رها کرده بودند. در ۲۳ سپتامبر نسخه طولانی تری از متارکه در مالت به امضا رسید. در ۱۳ اکتبر بادولیوو  پادشاهی ایتالیا رسماً به آلمان نازی اعلان جنگ دادند. بادولیو برای نه ماه دیگر در رأس دولت باقی‌ماند. بدنبال نجات موسولینی به وسیلهٔ آلمان و آزادی رم و همچنین افزایش زیاد مخالفین در ۹ جوئن ۱۹۴۴، ایوانو بونومی از حزب دموکراتیک کارگران ایتالیا جانشین او شد.

## در جنگ سرد
بخاطر شروع جنگ سرد دولت بریتانیا پشینه پس از جنگ بادولیو را به عنوان لازمه‌ای برای یک ایتالیای ضد کمونیست می‌دید به همین خاطر او هیچگاه برای ارتکاب به جنایات جنگی در آفریقا محاکمه نشد.
بادولیو در ۱ نوامبر ۱۹۵۶ در سن ۸۵ سالگی درگذشت.